# Michel Lecroq
Michel Lecroq est depuis 1998 un grand maître français du jeu d'échecs par correspondance. Il est l'actuel Président de l'Association des joueurs d'échecs par correspondance (AJEC).
Voici une partie qu'il a remportée contre Victor Palciauskas, qui était alors au sommet de sa forme:
Palciauskas-Lecroq, Coupe du Monde ICCF, finale 1979-1982
1. e4 c5 2. Cf3 d6 3. Fb5+ Cd7 4. d4 Cf6 5. Cc3 cxd4 6. Dxd4 e5 7. Dd3 h6 8. Cd2 Fe7 9. Cc4 0-0 10. Fxd7 Fxd7 11. Ce3 Fe6 12. g4 Tc8 13. Tg1 Te8 14. h4 d5! 15. Ccxd5 Fxd5 16. Cxd5 Cxd5 17. exd5 Fc5 18. g5 Db6 19. De2 e4 20. Tg3 e3 21. Fxe3 (si 21. fxe3 alors 21...Db4+) Dxb2 22. Td1 Fd6 23. Tg4 Txc2 24. Df3 Db5! 25. gxh6 Fb4+ 26. Txb4 Dxb4+ 27. Rf1 Dxh4 28. Rg2 De4 29. Dxe4 Txe4 30. d6 Te8 31. hxg7 Rxg7 32. Fxa7 Tc6! 33. Td5 Rf6 34. Fc5 Tg8+ 35. Rf3 Re6 36. Th5 Ta6 37. a3 Ta5 38. Re4 f6 39. f4 Tg7 40. Td5 Rd7 41. Tf5 (si 41. Fd4 alors 41...Txd5 42. Rxd5 Tg3 43. Fxf6 Txa3) Tg8! 42. Td5 Rc6 43. d7 Td8 44. Fe7 Txd5 45. Fxd8 f5+ 46. Re3 Txd7  0-1.